# Universal 2nd Factor
Universal 2nd Factor (U2F) je otevřený standard pro autentizaci, který posiluje a zjednodušuje dvoufázové ověření pomocí specializovaných USB nebo NFC zařízení na základě podobné bezpečnostní technologie jako u čipových karet. Původně byl vyvinutý společnostmi Google a Yubico s příspěvkem od NXP, ale jako standard je nyní pod křídly FIDO Aliance.
U2F bezpečnostní klíče lze v současné době použít s účty Googlu jako metodu pro dvoufázové ověření a je podporován webovými prohlížeči Google Chrome od verze 38 a Opera od verze 40. U2F bezpečnostní klíče mohou být také použity jako dodatečná metoda dvoufázového ověření pro Dropbox (od 12. srpna 2015), GitHub (od 1. října 2015), GitLab (od 22. června 2016), Bitbucket (od 22. června 2016) a Facebook.
Webové prohlížeče Chrome, Opera a Vivaldi jsou v současné době jediné prohlížeče podporujících nativně U2F (Informace k 10. 11. 2016). Microsoft pracuje na podpoře FIDO 2.0 pro Windows 10 a webový prohlížeč Edge, ale nemá žádné plány zahrnout podporu U2F. Mozilla integruje U2F do Firefoxu, a podpora může být v současné době přidána přes addon.